# Giacomo Martorelli
Giacomo Martorelli, né à Naples le 29 décembre 1699 et mort à Ercolano le 21 novembre 1777, est un grammairien et antiquaire italien.

## Biographie
Giacomo Martorelli naquit à Naples le 29 décembre 1699. Initié de bonne heure à la connaissance des langues anciennes, il fut choisi pour en donner des leçons au séminaire archiépiscopal, où il enseignait aussi la géométrie. En 1747, il se présenta pour concourir à la chaire de grec à l’université. Il traduisit en italien la Méthode grecque de Port-Royal ; il recueillit les meilleurs opuscules sur les divers dialectes grecs, qu’il accompagna d’une version littérale. Un traité que Martorelli publia sur un vase antique conservé au musée royal, et dont l’usage était contesté par les savants, le fit connaître comme archéologue. Il mourut d’une hydropisie le 20 novembre 1777 et fut inhumé dans l’église Sainte-Anne, près du savant jurisconsulte Pasq. Cirillo. Martorelli passe pour un écrivain élégant ; il avait fait une étude approfondie des poètes grecs, et en particulier d’Homère.

## Œuvres
- De regia theca calumaria, Naples, 1756, 2 vol. in-4°, fig. C’est la description du vase antique du musée royal. Quelques savants conjecturaient que le vase avait dû servir à renfermer des parfums. Martorelli soutient que c’est une écritoire ; mais, pour établir son opinion, qui d’ailleurs est assez probable, il a dû remonter à l’origine de l’écriture, et passer en revue les divers procédés dont on s’est servi pour écrire chez toutes les nations. Examinant ensuite les figures en argent incrustées sur ce vase, il cherche à prouver qu’elles représentent les sept planètes .
- Dell’antiche colonie venute in Napoli, ibid., 1764-73, 2 vol. in-4°. Quoique publié sous le nom de Mich. Maccineca, son disciple, cet ouvrage est incontestablement de Martorelli (voy. la Bibliot. napolitana de Giustiniani, 7). Le premier volume traite des colonies envoyées par les Phéniciens, le second de celles qui sont venues de l’Arabie. Un troisième, consacré aux colonies arrivées d’Afrique, et qui, suivant Giustiniani, ne pouvait manquer de faire le plus grand honneur à Martorelli, était sous presse lorsqu’il mourut. L’impression suspendue par cet événement n’a point été reprise, parce que l’auteur prétendu n’ira jamais y mettre la main. Cet ouvrage est savant, mais paradoxal, et l’opinion de Martorelli sur l’origine de Naples, quoique présentée avec beaucoup de talent et appuyée de toutes les ressources d’une érudition peu commune, n’a point été adoptée par ses compatriotes.